# Åke Falck

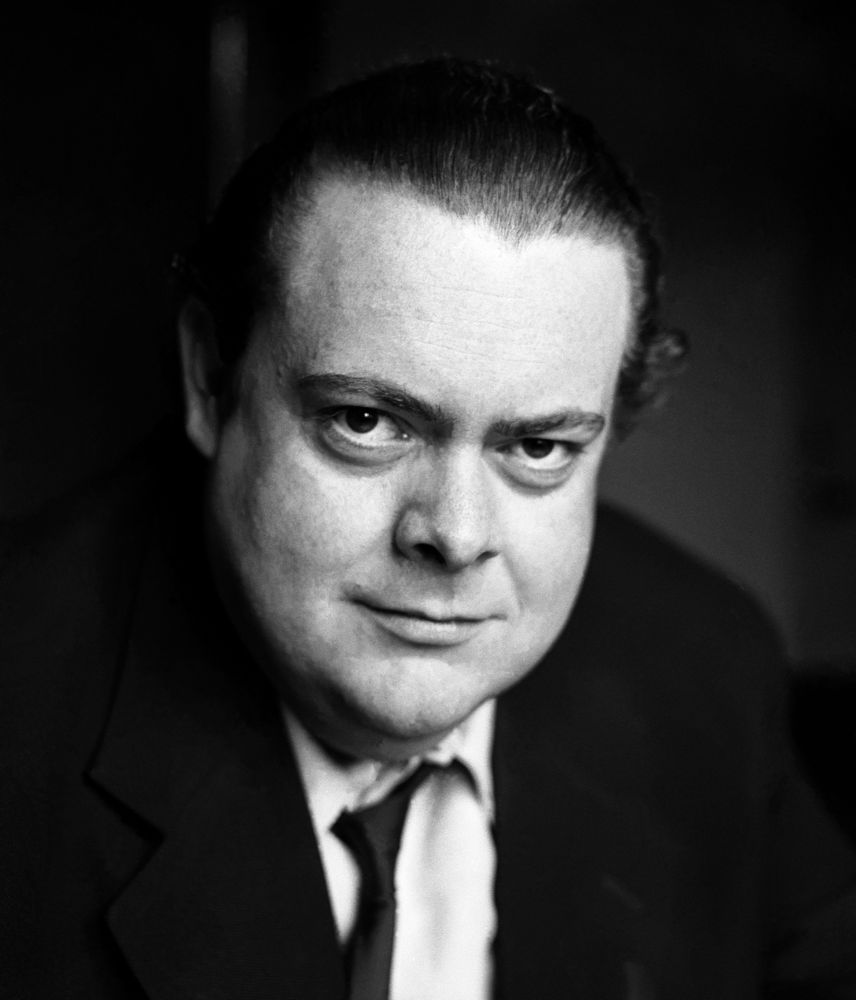
Åke Falck en 1957

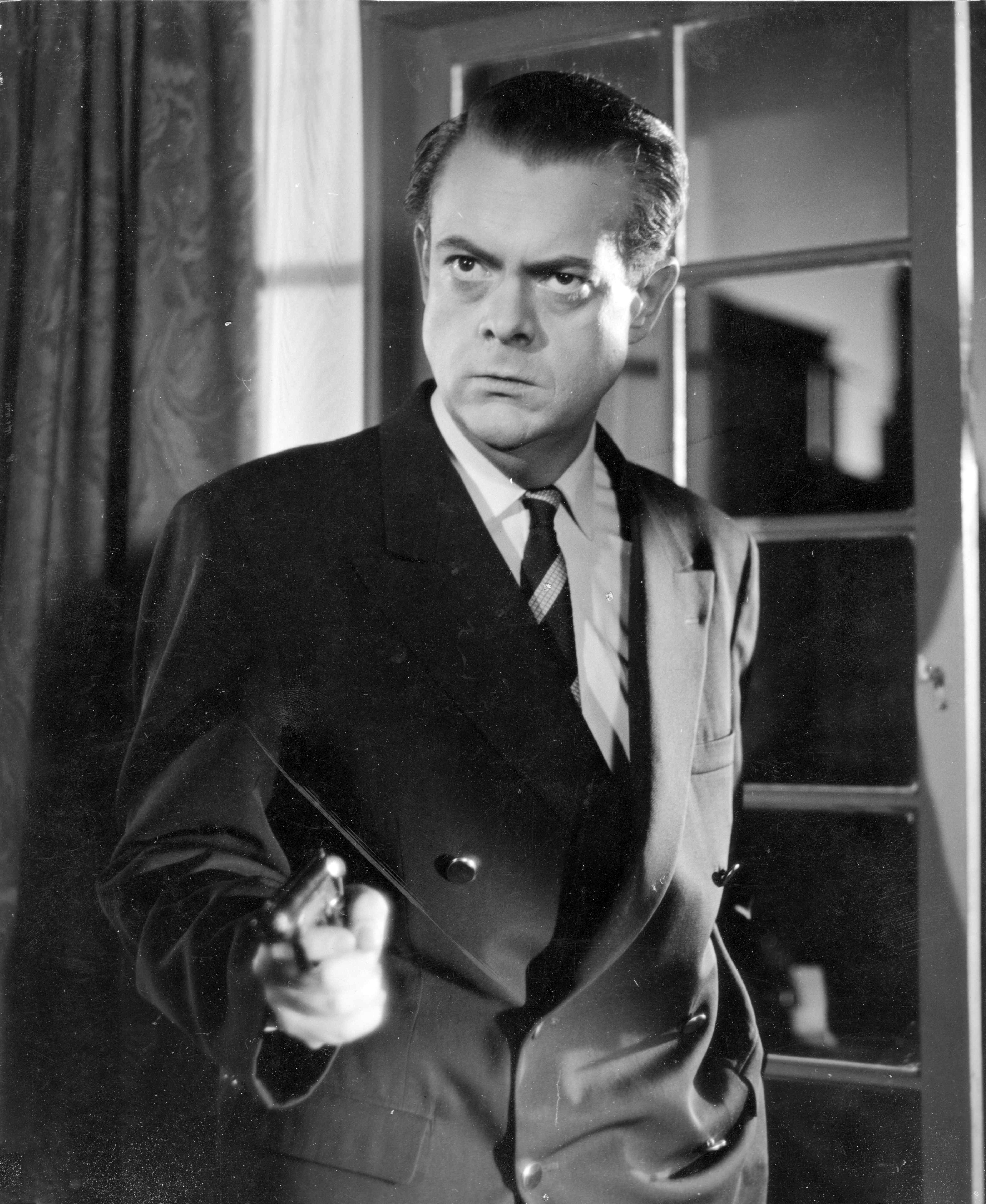
Åke Falck en Tärningen är kastad (1960)

Åke Falck (3 de abril de 1925 - 13 de octubre de 1974) fue un director, actor, presentador de televisión, guionista y productor televisivo de nacionalidad sueca. 

## Biografía
Su nombre completo era Åke Erik Lennart Falck, y nació en Gotemburgo, Suecia. Falck trabajó mucho tiempo como reportero radiofónico, pero pronto se interesó por la televisión y estudió la nueva tecnología en Londres, empezando en el medio en Estocolmo en 1960. Antes de la televisión, sin embargo, fue director en el Teatro Municipal de Gotemburgo, donde llevó a escena obras de, entre otros, August Strindberg, Friedrich Schiller, Tennessee Williams y Henrik Ibsen. 
En 1949 se casó con la cantante Brita Nordström (1925–2005), con la cual tuvo a Peter Emanuel Falck, nacido en 1952. En 1960 volvió a casarse, siendo su esposa la productora televisiva Karin Falck. Tuvieron una hija, Carolina Falck, nacida en 1961.
Åke Falck falleció en Gotemburgo, Suecia, en el año 1974. Fue enterrado en el Cementerio Djursholms begravningsplats.

## Filmografía

### Cine. Largometrajes
- 1950 : Flicka och hyacinter (actor)
- 1952 : Eldfågeln (actor)
- 1960 : Tärningen är kastad (actor)
- 1963 : Adam och Eva (director, voz)
- 1964 : Bröllopsbesvär (director, voz)
- 1966 : Prinsessan (director, guionista)
- 1968 : Vindingevals (director, guionista)
- 1969 : Farbror Blås nya båt (voz)

### Cine. Cortometrajes
- 1951 : Ödets tärningskast (voz)
- 1952 : Bättre 50-tal (voz)
- 1953 : Där sillen och badgästerna stimmar … (director, guionista, voz)
- 1953 : Museet (director, actor)
- 1954 : Människor på tåg (voz)
- 1956 : I takt med tiden (actor)
- 1960 : Från fall till fall (voz)
- 1960 : Vikingabygd i jetåldern (voz)
- 1962 : Wenner-Gren Center (voz)
- 1964 : Ett tryggat skratt (director)
- 1964 : Göteborg - hjärtpunkt i Norden (voz)

### Televisión
- 1954 : En skål för televisionen (productor)
- 1960 : En kväll med Jules Sylvain (productor)
- 1960 : En kväll med Karl Gerhard (productor)
- 1961 : Nina, Nora, Nalle (director)
- 1962 : Kaskad (productor)
- 1963 : Herr "M" bekommt eine stunde (director)
- 1964 : Narr (director, guionista)
- 1965 : En historia till fredag (director, productor, voz)
- 1966 : Nattflyg (director)
- 1967 : Holländarn (productor)
- 1968 : Påsk (director)
- 1968 : Petters och Lottas jul (voz)
- 1968 : Olles skidfärd (voz)
- 1968 : Tant Grön, Tant Brun och Tant Gredelin (voz)
- 1968 : Tant Bruns födelsedag (voz)
- 1968 : H.C. Andersen-sagor (voz)
- 1969 : Herkules Jonssons storverk (productor)
- 1970 : Petter och Lotta på nya äventyr (voz)
- 1971–1973 : Halvsju (productor)
- 1971 : Änkeman Jarl (productor)
- 1973 : Ett köpmanshus i skärgården (director, actor)
- 1974 : Nattens konung (director, productor)

## Teatro

### Director
- 1954 : Lille kommissarien, de Marcel Achard, Alléteatern[3]
- 1954 : Huset i natten, de Thierry Maulnier, Teatro Municipal de Gotemburgo
- 1955 : La gata sobre el tejado de zinc, de Tennessee Williams, Teatro Municipal de Gotemburgo
- 1955 : Marius, de Marcel Pagnol
- 1956 : A Electra le sienta bien el luto, de Eugene O'Neill
- 1956 : El diario de Ana Frank, de Frances Goodrich y Albert Hackett
- 1956 : La vida es sueño, de Pedro Calderón de la Barca
- 1956-1957 : Look Back in Anger, de John Osborne, Teatro Municipal de Gotemburgo
- 1957 : Sista stationen, de Erich Maria Remarque, Teatro Municipal de Gotemburgo
- 1957 : Hedda Gabler, de Henrik Ibsen, Teatro Municipal de Gotemburgo
- 1957 : Mjölkhagen, de Dylan Thomas, Teatro Municipal de Gotemburgo
- 1957 : Maria Stuart, de Friedrich Schiller, Teatro Municipal de Gotemburgo
- 1958 : Brockfågeln, de Robert Yale Libott, Teatro Municipal de Gotemburgo
- 1958 : Två åsnor, de Lars Forssell, Teatro Municipal de Gotemburgo
- 1958 : Ägget, de Félicien Marceau, Teatro Municipal de Gotemburgo
- 1958 : Se hemåt ängel, de Ketti Frings, Teatro Municipal de Gotemburgo
- 1958 : Ägget, de Félicien Marceau
- 1959 : Mäster Olof, de August Strindberg
- 1959 : Ägget, de Félicien Marceau, Intiman
- 1959 : Bord nummer sex, de Terence Rattigan, Teatro Municipal de Gotemburgo
- 1959 : Fönsterbord, de Terence Rattigan, Teatro Municipal de Gotemburgo
- 1959 : Irma la Douce, de Marguerite Monnot, Scalateatern
- 1960 : Änkeman Jarl, de Vilhelm Moberg, Teatro Municipal de Gotemburgo
- 1960 : Kvartetten som sprängdes, de Birger Sjöberg, Skansens friluftsteater[4]
- 1961 : Det är aldrig för sent, de Felicity Douglas, Intiman[5]
- 1962 : Den tappre soldaten Svejk, de Karl Larsen, Skansens friluftsteater
- 1964 : Nya ryck i snöret, de Povel Ramel, Beppe Wolgers y Emil Norlander, Idéonteatern[6]
- 1974 : Annie Get Your Gun, de Irving Berlin, Scandinavium

### Escritor
Åke Falck escribió los monólogos realizados por Jan Nygren en la revista Två åsnor, representada en el Teatro Municipal de Gotemburgo en 1958.

## Radioteatro (director)
- 1953 : Mig till skräck, de Ingmar Bergman
- 1960 : Kvartetten som sprängdes, de Birger Sjöberg[7]

## Discografía (selección)
- Stortån på resa ; Gumman som blev liten som en tesked är barnvakt / Alf Prøysen (Önskesagan #1, ca 1965?)
- Snickare Anderssons jul ; Sagan om trollens jul (Önskesagan #5, ca 1965?)
- John Blunds halvsjusagor (SR Records, 1970-tal)
- John Blunds halvsjusagor. 2 (SR Records, 1970-tal)
- John Blunds halvsjusagor. 3 (SR Records, 1970-tal)
- Elefantpojken (Polydor, 1973)

## Libros
- Falck, Åke; Falck, Peter (1977).  Zinderman, ed. Ett barn av Bohuslän: [berättelser] (en sueco). Gotemburgo. ISBN 91-528-0215-9.

## Premios
- 1962 : Premio Rose d'Or por Kaskad
- 1964 : Premio de la Asociación Sueca de Críticos de Cine por Bröllopsbesvär
- 1972 : Premio Stora Journalistpriset